# Elixir (Forschungs-Netzwerk)
ELIXIR (Abk. aus dem englischen European life-sciences Infrastructure for biological Information, sinngemäß Europäische biomedizinische Forschungs-Infrastruktur für biologische Daten) ist eine Initiative, die es biomedizinischen Forschungseinrichtungen in ganz Europa und Israel ermöglichen soll, ihre Forschungsdaten als Teil eines organisierten Netzwerks zu teilen und zu speichern. Ihr Ziel ist es, die europäischen Forschungsorganisationen und Datenzentren zusammenzubringen, um die Sammlung, Qualitätskontrolle und Speicherung großer Mengen biologischer Daten aus biowissenschaftlichen Experimenten zu koordinieren. ELIXIR soll sicherstellen, dass biologische Daten in ein föderiertes System integriert werden, das für die wissenschaftliche Gemeinschaft leicht zugänglich ist. ELIXIR wurde 2012 nach einer 5-jährigen Vorbereitungsphase ins Leben gerufen und durch EU Fördermittel aus dem 7. Forschungsrahmenprogramm und HORIZON 2020 finanziert. Die Teilnehmer an ELIXIR fühlen sich der Idee der offenen, frei zugänglichen Wissenschaft verpflichtet.

## ELIXIR Deutschland
Deutschland wurde 2016 Mitglied bei ELIXIR. Seitdem wird dessen deutscher Knoten (ELIXIR-DE) vom Deutschen Netzwerk für Bioinformatik-Infrastruktur betrieben. Folgende deutsche Forschungseinrichtungen sind mit ELIXIR verbunden: Universität Bielefeld, Universität Gießen, Jacobs Universität Bremen, Universität Bremen, Deutsche Sammlung von Mikroorganismen und Zellkulturen (DSMZ), TU Braunschweig, Berliner Institut für Gesundheitsforschung (BIH), Max Delbrück Zentrum für Molekulare Medizin Berlin-Buch (MDC), Leibniz-Institut für Analytische Wissenschaften (ISAS), Ruhr-Universität Bochum, Helmholtz Forschungszentrum Jülich (FZJ), Leibniz-Institut für Pflanzengenetik und Kulturpflanzenforschung (IPK),  Leibniz-Institut für Pflanzenbiochemie, Universität Leipzig, Friedrich-Schiller-Universität Jena, Deutsches Krebsforschungszentrum Heidelberg (DKFZ), Heidelberger Institut für Theoretische Studien (HITS), Eberhard Karls Universität Tübingen, Universität Freiburg/Br. und Helmholtz Zentrum München (HMGU) und EMBL Heidelberg.

## ELIXIR Schweiz
Die Schweiz nimmt seit Oktober 2013 an ELIXIR teil. Der nationale Knoten befindet sich am Schweizer Institut für Bioinformatik (SIB).

## Teilnehmende Länder und Organisatoren
Mit Stand Oktober 2021 arbeiten folgende Länder und internationale Forschungsorganisationen bei ELIXIR mit (Vertreter in Klammern):
- EMBL (Edith Heard,  Alvis Brazma)
- Belgien (Laurence Lenoir)
- Tschechische Republik (Jaroslav Koča)
- Dänemark (Anders Krogh)
- Estland (Lili Milani)
- Finnland (Per Öster)
- Frankreich (Frédéric Boccard)
- Deutschland (Rolf Backofen,  Alexander Goesmann)
- Griechenland (Christos Ouzounis,  Artemis Hatzigeorgiou)
- Ungarn (László Patthy)
- Irland (Maria Nash)
- Israel (Yossi Kalifa)
- Italien (Rita Casadio)
- Luxemburg (Rudi Balling,  Regina Becker)
- Niederlande (Ruben Kok)
- Norwegen (Rein Aasland,  Stig Omholt)
- Portugal (Isabel Rocha)
- Slowenien (Damjana Rozman)
- Schweden (Björn Andersson)
- Spanien (Ferran Sanz)
- Schweiz (Christian von Mering)
- Vereinigtes Königreich (Chris Rawlings)